# Benas Griciūnas
Benas Griciūnas (Šilutė, 27 luglio 1994) è un cestista lituano.